# Janicz

Janicz, wersja podstawowa

Janicz, wariant z mapy Lubinusa

Janicz (Janitz, Ryś odmienny) – kaszubski herb szlachecki, odmiana herbu Ryś.

## Opis herbu
Herb występował w co najmniej dwóch wariantach. Opisy z wykorzystaniem zasad blazonowania, zaproponowanych przez Alfreda Znamierowskiego:
Janicz I (Janitz, Ryś odmienny): W polu błękitnym ryś srebrny, kroczący, patrzący na wprost, ukoronowany. Klejnot: nad hełmem bez korony trzy lilie naturalne na łodyżkach ulistnionych. Labry: błękitne, podbite srebrem.
Janicz II (Iantzen, Ryś odmienny): Ryś wspięty, w prawo, barwy nieznane.

## Najwcześniejsze wzmianki
Najwcześniej pojawia się na mapie Pomorza Lubinusa z 1618 (wariant II). Wymieniają go także herbarze Pommersches Wappenbuch Bagmihla i Nowy Siebmacher (wariant I).

## Rodzina Janicz
Rodzina szlachecka z ziemi słupskiej. Najwcześniej odnotowani w 1419 w Łosinie koło Słupska. Posiadali także Lipno. Od nazwy tej wsi, rodzina przyjęła nazwisko Lipowski. Przyjmuje się wspólne pochodzenie tej rodziny z Jackowskimi herbu Ryś.

## Herbowni
Janicz (Jaenisch, Janic, Janisz, Janitz, Jantz, Janzen, Jenisz). Rodzina używała też przydomku Lipowski.
Herb ten przypisywano też, być może błędnie, rodzinie Lipińskich z przydomkiem Janicz.